# Tibouchina papyrifera
Tibouchina papyrifera är en tvåhjärtbladig växtart som först beskrevs av Pohl. och Charles Victor Naudin, och fick sitt nu gällande namn av Célestin Alfred Cogniaux. Tibouchina papyrifera ingår i släktet Tibouchina och familjen Melastomataceae. Inga underarter finns listade i Catalogue of Life.